# 上村賴興
上村賴興（1490年—1557年3月21日），肥後國相良氏庶家上村氏第13代當主，又稱上總介，相良氏第17代當主晴廣父親。作為上村城主，也掌控相良家的權力和氏族繼承，並成為相良家核心，又數次暗殺同族，亦是當時少有的謀略家之一。

## 生平
祖父上村直賴妻子是相良氏第12代當主·相良為續姐姐，因此父親上村賴廉成為為續三男直賴的養子，這結緣也導致上村家成為相良一族當中最有力的庶家。
大永6年（1526年），相良氏家族內鬥，義滋（長唯）被自身的胞弟長隆攻擊時，邀請賴興助力，因此賴興作為仲介調和關係亦被拒絕，結果是義滋以賴興嫡男晴廣（上村賴重）成為宗家養嗣子以作讓步。自從以後就開始輔佐與自身投緣的義滋，同年遭到日向國真幸院的北原氏攻擊、因此賴興以援軍向人吉城抵禦。
弟弟長種自從鎮壓了犬童一族造反成為家老，其文武雙全和多有功勞也在八代大有人望，作為哥哥的賴興人望被弟弟超越而感到妒忌，因此當時向才上任當主的晴廣誣陷長種謀反，同義滋招呼奉行相良長兄、丸目賴美、東直政密謀，在天文4年（1535年）派蓑田長親將長種暗殺。
之後義滋遷居至八代，賴興也擔任古麓城和鷹峯城的城代。為了達成義滋的約定、將自身的孩子晴廣過繼給相良氏作為家督，這也意味著賴興的權力大大影響了相良家。
天文19年（1550年），暗殺自己的妻兄岡本地頭相良賴春，改由四子賴定擔任地頭。
天文24年（1555年），晴廣病死，賴房（日後的相良義陽）繼位，進入八代作為賴房的後見役，弘治3年2月21日（1557年3月21日）病逝，戒名為通山蓮秦。

## 家庭
- 祖父，上村直賴
- 祖母，相良家第12代當主相良賴續姐姐。
- 父親，上村賴廉
- 弟弟，上村長種
- 堂兄，第16代當主相良義滋。
- 妻子，玉室清金
- 岳父，上村長國
- 子
  - 長子，上村賴重，過繼至相良氏，改名相良晴廣，成為第17代當主
    - 孫子，第18代當主相良義陽

  - 次子，上村賴孝
  - 三子，上村賴堅
  - 四子，上村賴定，天文21年（1552年）8月，被過繼至稻留氏，名為稻留長蔵。

賴興死後不久，賴孝、賴堅、長藏均不滿13歲侄兒義陽當主而造反，均被義陽打敗，賴堅被斬殺，其餘二子依靠北原家逃去日向飯野，雖然一度回歸相良家，數年後卻被義陽逼死。